# Andrea Guasch
Andrea Guasch (ur. 20 grudnia 1990 w Barcelonie) – hiszpańska aktorka, piosenkarka i tancerka. Brała udział w Igrzyskach Disney Channel 2007.